# Koji Hirabayashi
Koji Hirabayashi (ur. 5 stycznia 1942 w Tokio) – kanadyjski zapaśnik walczący w stylu wolnym. Olimpijczyk z Tokio 1964, gdzie zajął trzynaste miejsce w wadze koguciej.

## Letnie Igrzyska Olimpijskie 1964
| Konkurencja      | Rundy eliminacyjne   | Rundy eliminacyjne      | Klas. końcowa |
| Konkurencja      | Przeciwnik I         | Przeciwnik II           | Miejsce       |
| ---------------- | -------------------- | ----------------------- | ------------- |
| 57 kg styl wolny | Pekka Alanen (FIN) Z | Aydın İbrahimov (URS) P | 13.           |